# Холодное (Прохоровский район)
Холодное  — село в Прохоровском районе Белгородской области, Россия. Административный центр Холоднянского сельского поселения.

## История
История села уходит своими корнями во времена «Великого шелкового пути». Он проходил где-то совсем близко от населённого пункта тех времён. Усталые путники знали это место, как своеобразный «оазис» с многочисленными ключами с живительной прохладой, которые бьют из земли, в этом месте, и по сей день. По одной из версий, отсюда и происходит название села — «Холодное».
Помимо многочисленных источников, Холодное является водоразделом двух рек - с юга река Корень, которая впадает в реку  Нежеголь далее в  Северский Донец, затем в Дон, а он в  Азовское море. С северной стороны - Донецкая Сеймица, которая продолжает свой путь впадая далее в Сейм – Десну – Днепр – Чёрное море.
Образования села связано со строительством города-крепости Короча (1638 год). На данной местности образовались села : Погореловка, Бехтеевка, Казанка, Подкопаевка. Крестьяне, занимавшиеся земледелием, преимущественно из села Погореловка, стали селиться на землях сегодняшнего села Холодное и к 1710 году переселились в область Холодной Балки. К 1780-м годам образовался хуторок, с постоянным населением, который получил статус  населенного пункта только в 1794 году, когда Холоднянское сельское общество было «положено в оклад». Именно этот год считается датой основания села Холодное.
Также в документах того времени говорится, что село Холодное было образовано слиянием двух хуторов Холодная  Балка и Шикарева. В документах  1876 года упоминается двойное название в списках по Радьковской волости - «слобода Шикорева Холодная тож», но оно не прижилось.
К 1816 году хутор Холодный разросся уже до 42 дворов. Вследствие войны 1812 года и многочисленных переселенческих компаний, хутор не разрастался и к 1834 году насчитывал только 46 дворов, однако уже в 1885 население увеличилось до 838 жителей и 96 дворов.
В 1837-40 гг была построена церковь во имя апостола и евангелиста Иоанна Богослова. С этого времени хутор стал называться слободой Холодной. В 1898 году строят новый деревянный  храм Боогословской церкви. В 1930-е годы церковь была разрушена.
До Октябрьской революции 1917 года село входило в Радьковскую волость Корочанского уезда Курской губернии. В основном здесь занимались сельским хозяйством, село славилось печниками, хлебопеками, сапожниками.
По административному делению, Холодное входило с начала XIX века в следующие волости: 1834 год относилось к Коломыцевской волости, на 1857 год «слобода Холодная» входила в Пригородную волость, а на 1866 год – в Радьковскую волость.  После революции 1917 года в селе установилась Советская власть,. с 1922 года  стал называться Холоднянский сельский Совет.
С 1936 года начинается строительство нефтебазы, мастерской, машино-тракторная станция, которая обслуживала и технику из ближайших колхозов (Коломыцевского, Кривошеевского, Кривобалковского, Толстянского сельских Советов).
В 1986-87 гг в селе были построены 60 домов с приусадебными участками, проложен асфальт по центральной улице, построена столовая.
1993 год - оборудована мельница, 1994 год- создание маслобойни. Также началась газификация села.

## Население
| 2002 | 2010 |
| ---- | ---- |
| 803  | ↗895 |

В селе родился Герой Советского Союза Николай Москвиченко.

## Достопримечательности
В 2002 году Холодном возвели новую Иоанно-Богословскую церковь.